# 取手市コミュニティバス
取手市コミュニティバス（とりでしコミュニティバス）は、茨城県取手市のコミュニティバス。愛称名は公募により決定された「ことバス」である。なおこの項では、かつて運行されていた福祉施設巡回バス及び小堀循環バスについても記述する。

## 概要
公共交通のない地域を減らし、高齢者をはじめとした市民が、気軽に外出・移動できる環境づくりを目指し、2006年10月1日より運行を開始した。なお、1996年から運行されていた福祉施設巡回バス（ヤァーこんにちわ号・ゲンキですありがとう号）は、コミュニティバスの運行開始に伴い、2006年9月30日をもって廃止された。
運行開始時に導入された初代車両のデザインは、市内にある東京芸術大学の先端芸術表現科助教授（当時）である日比野克彦が担当した。地域の特徴やイメージ等を地域住民へヒアリングし、それらの言葉を文字とし、文字のままデザインに取り込んでいる。車体のベース色についても、地域住民へのヒアリング結果を踏まえて、ルートごとのイメージに合わせて異なる色とされた。愛称の「ことバス」は、車両デザインのテーマである「言葉（ことば）」と「バス」をかけ合わせている。
運行開始後ほどなくして、「路線がぶつ切れ過ぎる」、「駅や市役所等の主要な施設に乗り換えなしで向かえない」、「乗り継ぎが難しい」等といった指摘が市議会で挙がった。そのため、ダイヤ改正までの暫定措置として、2007年3月から「戸頭駅 - かたらいの郷」、同年4月から「藤代駅北口 - さくら荘」の臨時ルートを開設、運賃無料で運行された。
2008年4月に最初のダイヤ改正が行われ、取手駅へのアクセス向上や、ルート間の乗り継ぎ改善等が行われた。改正に伴い、前述の臨時ルートは運行を終了した。

## 各ルートカラーと委託事業者
ルートカラーは、車体色や運行ルート図等で使い分けがなされる。委託事業者はルートによって異なる。関東鉄道取手営業所から守谷営業所への変更は、2017年12月の営業所の移転・廃合によるものである。
中央循環東ルート
- ルートカラー：■若草色
- 委託事業者：関東鉄道竜ヶ崎営業所
  - 2023年4月1日～2024年3月31日までは関東鉄道守谷営業所[11][12]
  - 2023年3月31日までは大利根交通自動車[11]

中央循環西ルート
- ルートカラー：■肌色
- 委託事業者：関東鉄道守谷営業所
  - 2017年12月15日までは関東鉄道取手営業所

西部ルート
- ルートカラー：■水色[13]
  - 2024年3月31日までは■朱色
- 委託事業者：関東鉄道守谷営業所
  - 2017年12月15日までは関東鉄道取手営業所

北部ルート
- ルートカラー：■黄色
- 委託事業者：関東鉄道竜ヶ崎営業所
  - 2017年12月16日～2021年3月31日までは関東鉄道守谷営業所
  - 2017年12月15日までは関東鉄道取手営業所

東北部ルート
- ルートカラー：■黄緑色[14]
  - 2024年3月31日までは■水色
- 委託事業者：関東鉄道竜ヶ崎営業所
  - 2017年12月16日～2021年3月31日までは関東鉄道守谷営業所
  - 2017年12月15日までは関東鉄道取手営業所

東南部ルート
- ルートカラー：■紺碧色
- 委託事業者：大利根交通自動車

小堀ルート
- ルートカラー：■紫色[15]
- 委託事業者：関東鉄道守谷営業所
  - 2017年12月15日までは関東鉄道取手営業所

## 運賃
2017年4月に運賃改定が行われた。前乗り中降りで、運賃は先払い制である。
基本運賃
- 1乗車あたり大人150円、小人80円
  - 未就学児は無料
  - 障害者手帳保持者とその介助者1名は無料
  - 2023年4月1日より、東南部ルートを除いて交通系ICカードが利用可能になった[18]。

1日乗車券
- 大人300円、小人150円

回数券
- 1,500円（150円券12枚綴）

定期券
- 3,000円（有効期間3か月）
  - 70歳以上の取手市内在住者のみ

## 沿革
- 2006年10月1日：コミュニティバス運行開始[2]
  - 福祉施設巡回バスは運行を終了
- 2007年3月1日：臨時ルート「戸頭駅 - かたらいの郷」開設[5][6][7]
- 2007年4月1日：臨時ルート「藤代駅北口 - さくら荘」開設[5][6][7]
- 2008年4月1日：ダイヤ改正[8]
  - 中央循環西・西部・北部・東北部・東南部ルートの経路を一部変更
    - 西部・北部・東南部ルートを取手駅まで延伸
    - 東北部ルートに藤代中回りを開設
    - 利用者が極小な区間のルートを短縮・減便
    - 臨時ルートは運行を終了

  - ルート間の乗り継ぎを改善
  - 東北部ルートに電話予約方式導入・フリー降車区間設定
- 2009年10月1日：ダイヤ一部改正[19][20]
  - 東北部ルートの運行時刻を一部変更・電話予約方式廃止
  - 一部停留所名の改称
- 2012年8月1日：ダイヤ改正[21][22]
  - 中央循環西・北部・東北部ルートの経路を一部変更
    - 東北部ルートの藤代中回りを廃止

  - 東北部ルートのフリー降車区間を追加設定
  - 一部停留所の移設・改称
- 2015年10月1日：ダイヤ改正[23][24]
  - 全ルートの経路を一部変更
    - 民間路線バスと重複する区間等の見直し
    - 西部・北部ルートの取手駅乗り入れを取り止め（取手市役所乗り継ぎ）
    - 東北部ルートの双葉回りを佐貫駅（現：龍ケ崎市駅）まで延伸
    - 東北部ルートに成沖回りと桜が丘回りを開設（成沖は北部ルートから移管）・大留回りを廃止

  - 一部停留所名の改称
  - バスロケーションシステムの運用を開始[25]
- 2016年4月1日：小堀ルート開設[26][27]
  - 小堀循環バスは運行を終了
- 2018年3月1日：ダイヤ改正[28][29]
  - 中央循環東・中央循環西・東北部・東南部ルートの経路を一部変更
    - 中央循環東ルートに「西取手駅前」停留所を新設し、経路を変更
    - 中央循環西ルートにおいて、住宅地の細街路を通る経路へ変更

  - 中央循環西・西部ルートにおいて、停留所の新設
  - 東北部ルートのフリー降車区間を一部廃止
- 2020年3月14日：「佐貫駅」→「龍ケ崎市駅西口」へ停留所名改称[30][31]
- 2022年12月1日：「ホーマック前」→「DCM取手店前」へ停留所名改称[32][33]
- 2024年4月1日：ダイヤ改正[34][35]
  - 中央循環東・中央循環西・西部・北部・東北部ルートの経路を一部変更
    - 西部ルートを取手ウェルネスプラザまで延伸
    - 東北部ルートの成沖回りを北部ルートへ移管・桜が丘回りを廃止

  - 中央循環西ルート等において、一部停留所の移設・新設

## 現行系統

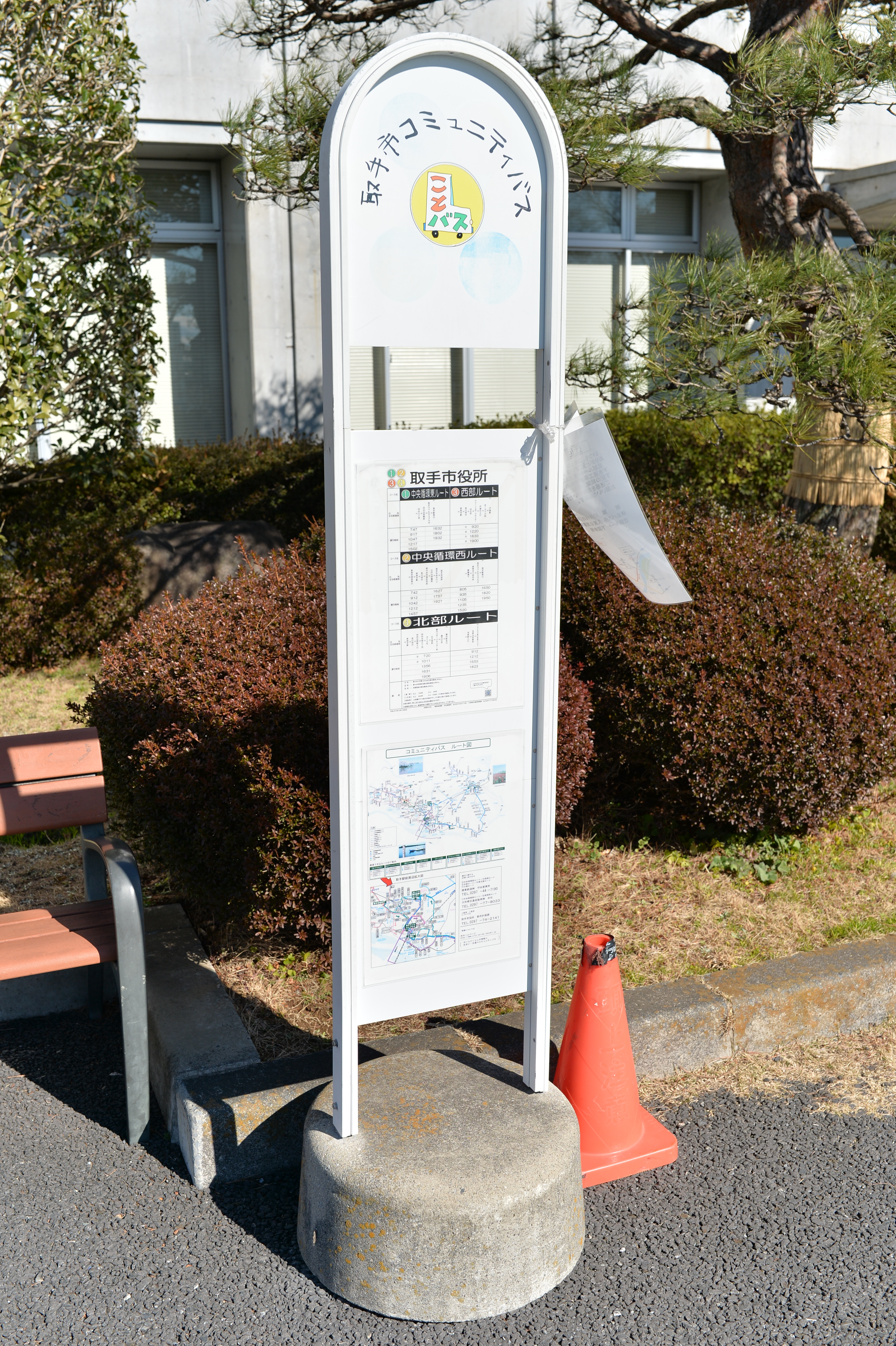
「取手市役所」停留所の標柱

主要停留所のみ掲載。全停留所については#外部リンクを参照。
■中央循環東ルート
- 取手ウェルネスプラザ → 取手駅東口 → 井野団地三丁目 → かたらいの郷 → JAとりで総合医療センター → 取手市役所 → 競輪場下 → 取手駅東口 → 取手ウェルネスプラザ
  - 「かたらいの郷」発着の区間便あり

■中央循環西ルート
- 取手ウェルネスプラザ → 取手駅東口 → JAとりで総合医療センター → 市役所入口 → あけぼの → 取手中央タウン → 取手市役所 → 競輪場下 → 取手ウェルネスプラザ

■西部ルート
「さくら荘」方面を経由する便としない便で大別される。
- 戸頭駅 - 戸頭中前 - （グリーンスポーツセンター） - （あけぼの） - 取手市役所 - 白山公民館前 - 取手ウェルネスプラザ
  - 往路は便により通過の停留所あり
- 戸頭駅 - 戸頭中前 - 上高井 - さくら荘 - グリーンスポーツセンター - あけぼの - 取手市役所 - 白山公民館前 - 取手ウェルネスプラザ

■北部ルート
最終便のみ成沖回りで運行される。
- 藤代駅北口 - 藤代庁舎 - 藤代スポーツセンター前 - 山王 - さくら荘 - 新取手駅 - 取手市役所 - JAとりで総合医療センター
- 成沖回り
  - 藤代駅北口 → 藤代庁舎 → 成沖集会所 → JAとりで総合医療センター → 成沖集会所 → 藤代庁舎 → 藤代駅北口

■東北部ルート
双葉回りと浜田回りで大別される。浜田回りの「上萱場 → 浜田集落センター → 上萱場」間はフリー降車区間である。
- 双葉・右回り
  - 藤代駅北口 → 藤代庁舎 → （ふじしろ図書館入口） → 双葉団地 → 龍ケ崎市駅西口 → 藤代駅北口
    - 初便は通過の停留所あり
- 双葉・左回り
  - 藤代駅北口 → 龍ケ崎市駅西口 → 双葉団地 → ふじしろ図書館入口 → 藤代庁舎 → 藤代駅北口
- 浜田回り
  - 藤代駅北口 → 藤代庁舎 → ふじしろ図書館入口 → 上萱場 → 紫水高校 → 浜田集落センター → 上萱場 → ふじしろ図書館入口 → 藤代庁舎 → 藤代駅北口

■東南部ルート
- かたらいの郷 - 八重洲団地 - 取手駅東口 - 取手ウェルネスプラザ - JAとりで総合医療センター - 光風台団地 - 藤代庁舎 - 藤代駅北口 - 藤代駅南口 - 桜が丘 - かたらいの郷
  - 往路の初便は「藤代駅南口」発の区間便

■小堀ルート
「かたらいの郷」方面を経由する便としない便で大別される。
- 小堀 → 取手ウェルネスプラザ → 井野台公園 → 取手駅東口 → 片町 → かたらいの郷 → 片町 → 取手駅東口 → 取手ウェルネスプラザ → 小堀
  - 「小堀 → 取手ウェルネスプラザ」の区間便あり
- 小堀 → 取手ウェルネスプラザ → 井野台公園 → 取手駅東口 → 小堀
  - 「取手ウェルネスプラザ」及び「取手駅東口」発の区間便あり

### 廃止系統
■臨時ルート
2008年4月のダイヤ改正までの暫定措置として運行された。運賃は無料で、「さくら荘」の送迎用であった車両を使用していた。
- 「戸頭駅 - かたらいの郷」（2007年3月1日 - 2008年3月31日まで）
  - 戸頭駅 - 戸頭中前 - グリーンスポーツセンター - あけぼの - 取手市役所 - 取手中央タウン - 取手駅東口 - 八重洲団地 - かたらいの郷
- 「藤代駅北口 - さくら荘」（2007年4月1日 - 2008年3月31日まで）
  - 藤代駅北口 - 藤代庁舎 - 藤代スポーツセンター前 - 山王駐在所前 - さくら荘

■東北部ルート
- 藤代中回り（2008年4月1日[8] - 2012年7月31日まで[21]）
  - 藤代駅北口 → 藤代庁舎 → ふじしろ図書館 → 藤代中前 → 谷中橋 → 藤代庁舎 → 藤代駅北口
- 大留回り（2006年10月1日[2] - 2015年9月30日まで[23]）
  - 藤代駅北口 - 宮和田 - 押切 - 高須公民館前 - 大留（経路は2008年4月1日改正以降のものを記載）
- 桜が丘回り（2015年10月1日[23] - 2024年3月31日まで[34]）
  - 藤代庁舎 → 藤代駅北口 → ときわ台団地 → 藤代駅南口 → 桜が丘二丁目中央 → 桜が丘 → 桜が丘二丁目東 → 藤代駅南口 → ときわ台団地 → 藤代駅北口

## 車両

### 現行車両
- 日野・ポンチョ
  - 2013年10月1日　北部ルートへ導入[36]
  - 2014年9月1日　中央循環東ルートへ導入[37]
  - 2015年10月1日　中央循環西・西部ルートへ導入[38]
    - 西部ルートは2024年4月1日より後継車両へ置き換え

  - 2016年8月12日　東南部ルートへ導入[39]
  - 2016年9月1日　小堀ルートへ導入[15]
    - 専用車両が導入されるまでは、関鉄色の小型車両および北部ルート用の車両で運行された[26]。

  - 2018年3月1日　東北部ルートへ導入[40]

- BYD・J6
  - 2024年4月1日　西部ルートへ導入[13]
  - 他ルートについても、車両更新の際にEVバスでの置き換えが計画されている[41]。

専用車の整備等により、委託事業者である関東鉄道・大利根交通自動車それぞれが所有する小型車両で代走する場合もある。

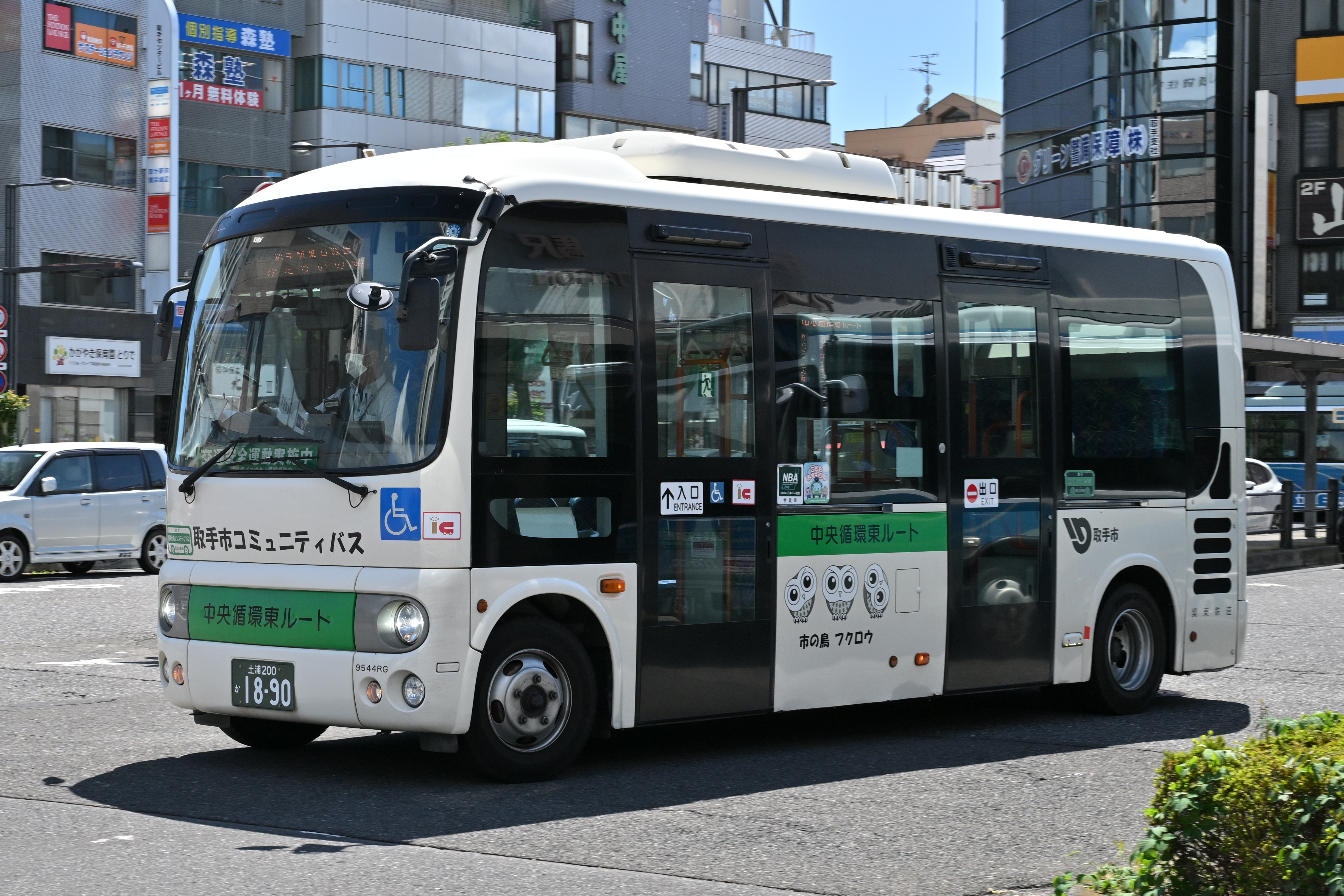
中央循環東ルートの現行車両
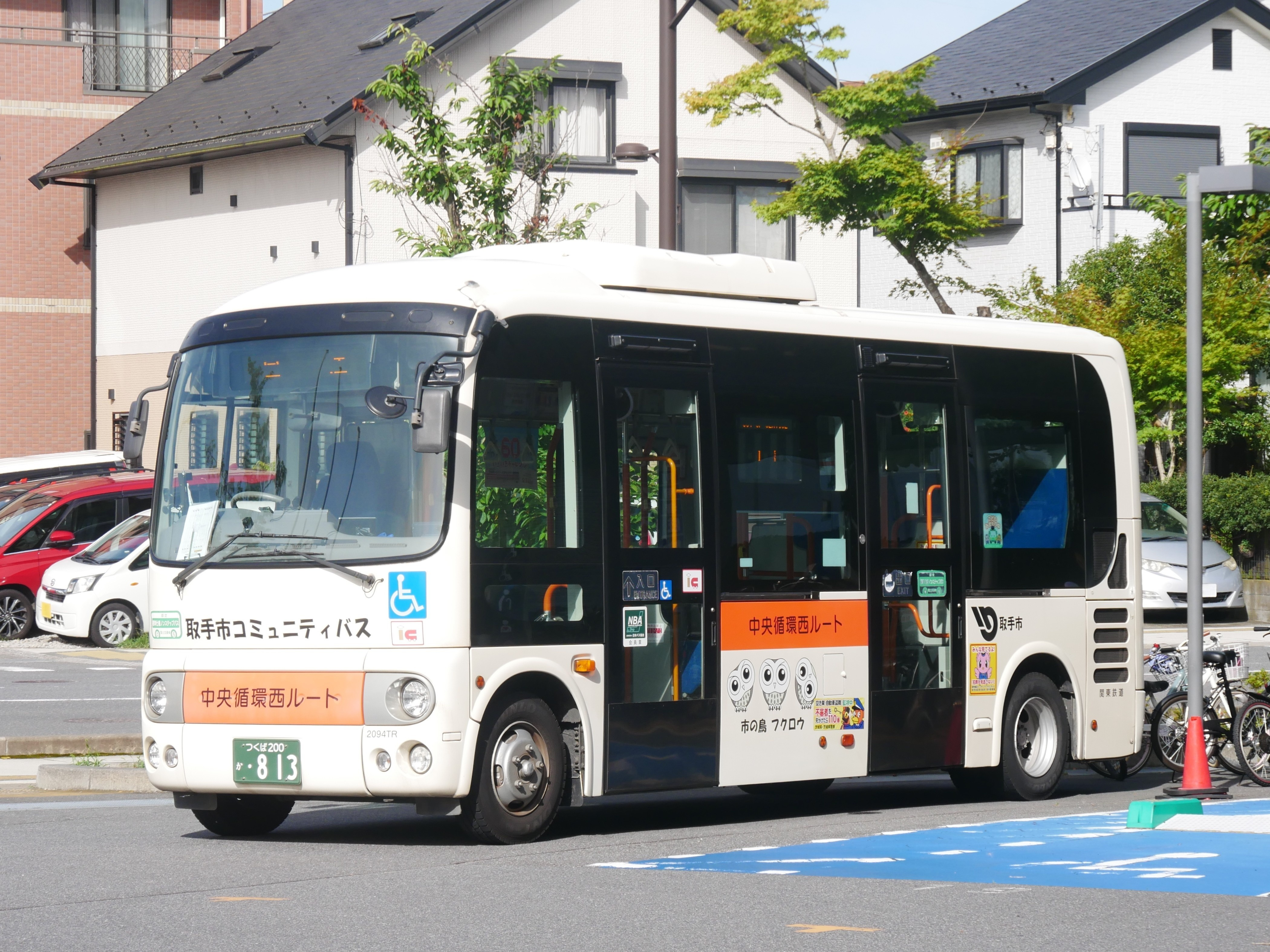
中央循環西ルートの現行車両
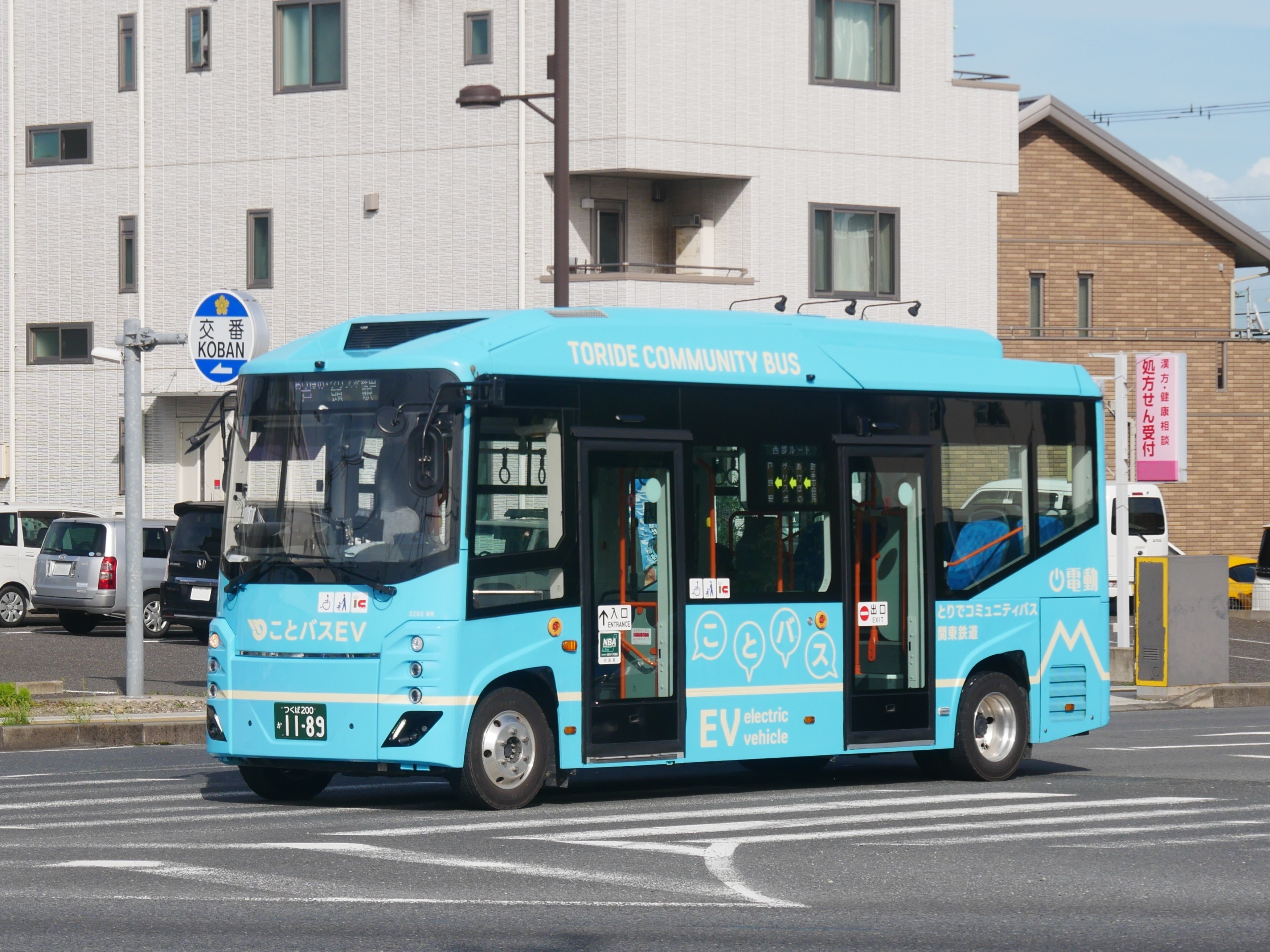
西部ルートの現行車両
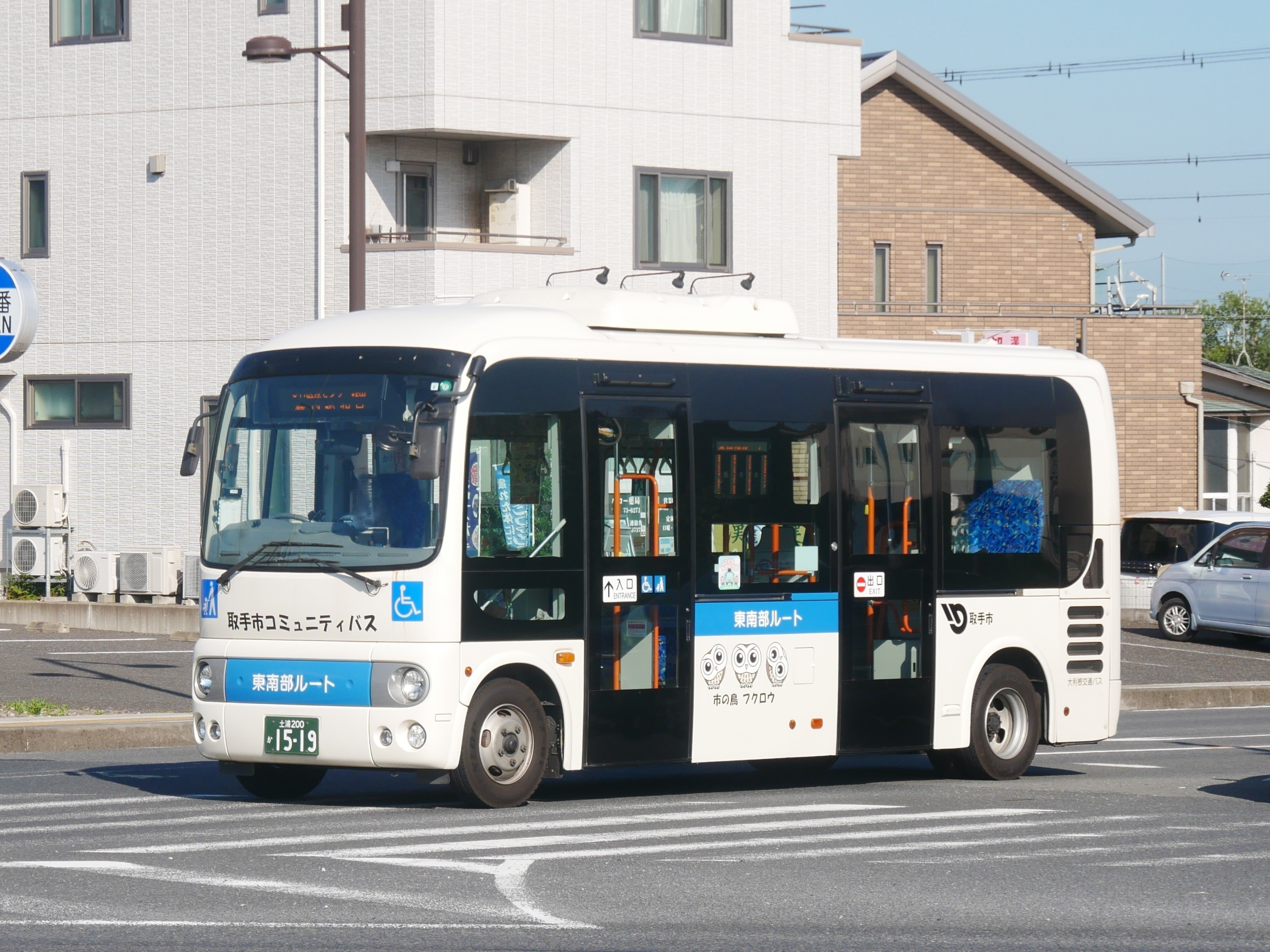
東南部ルートの現行車両
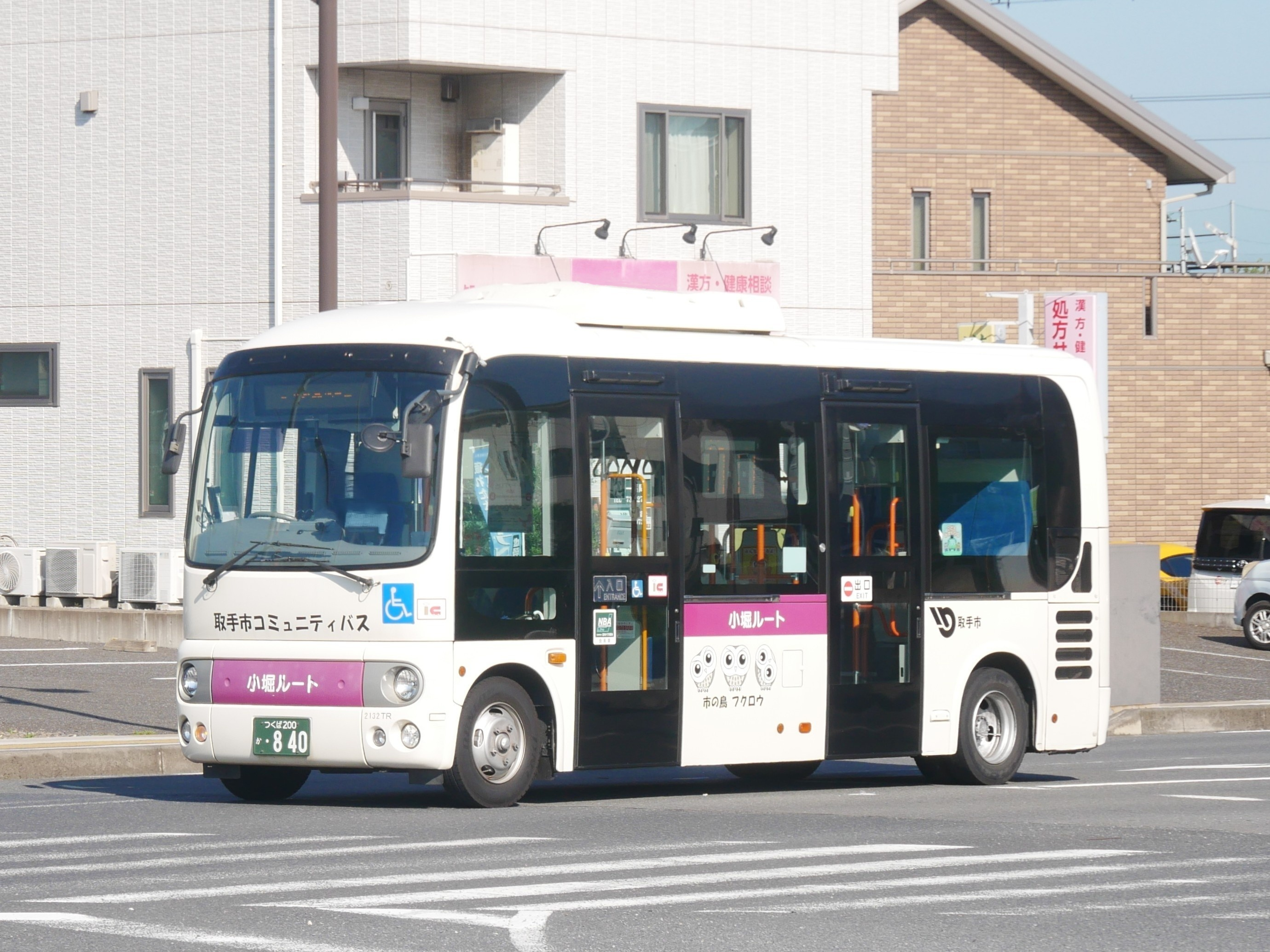
小堀ルートの現行車両
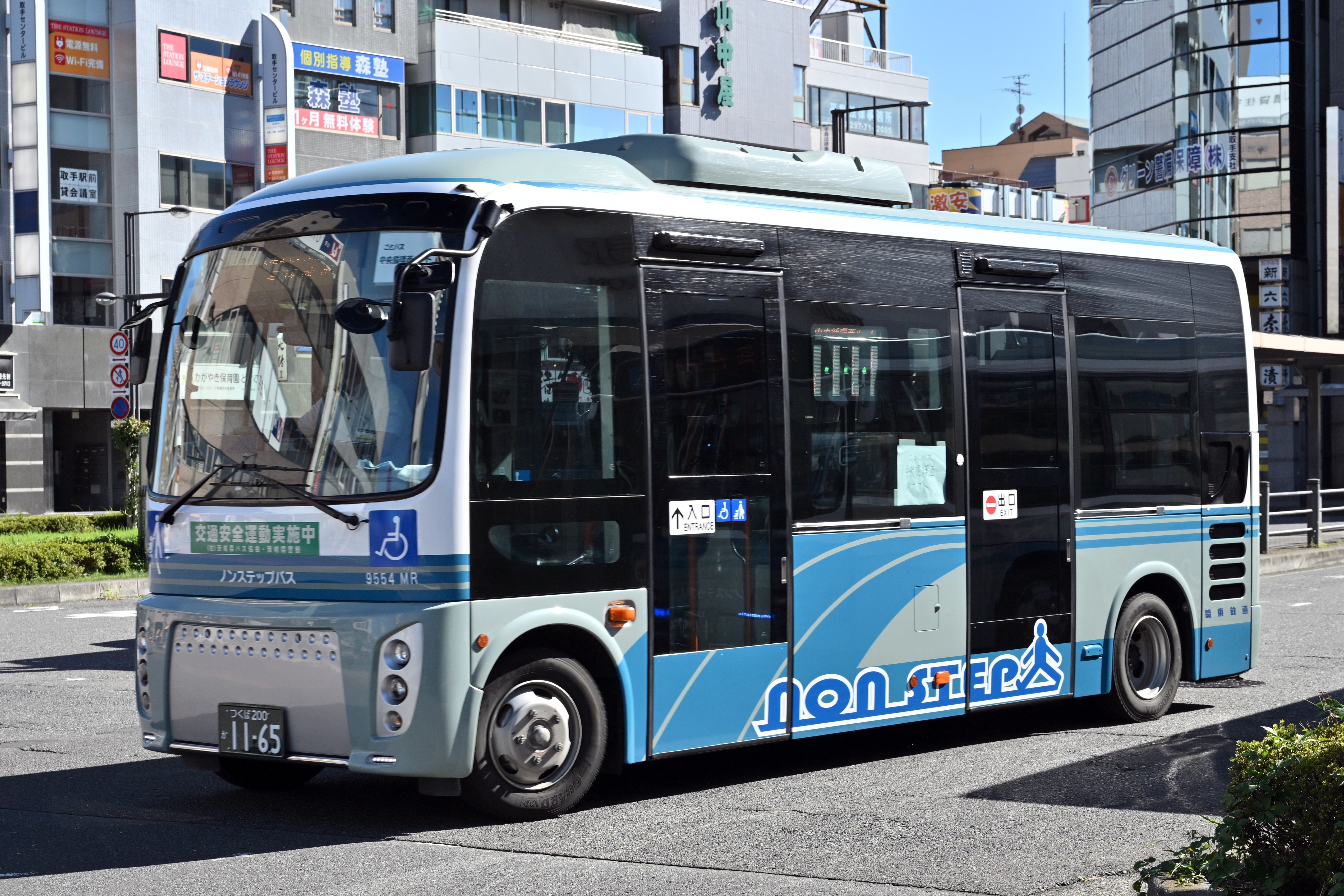
代走車両の一例（関東鉄道委託ルート）
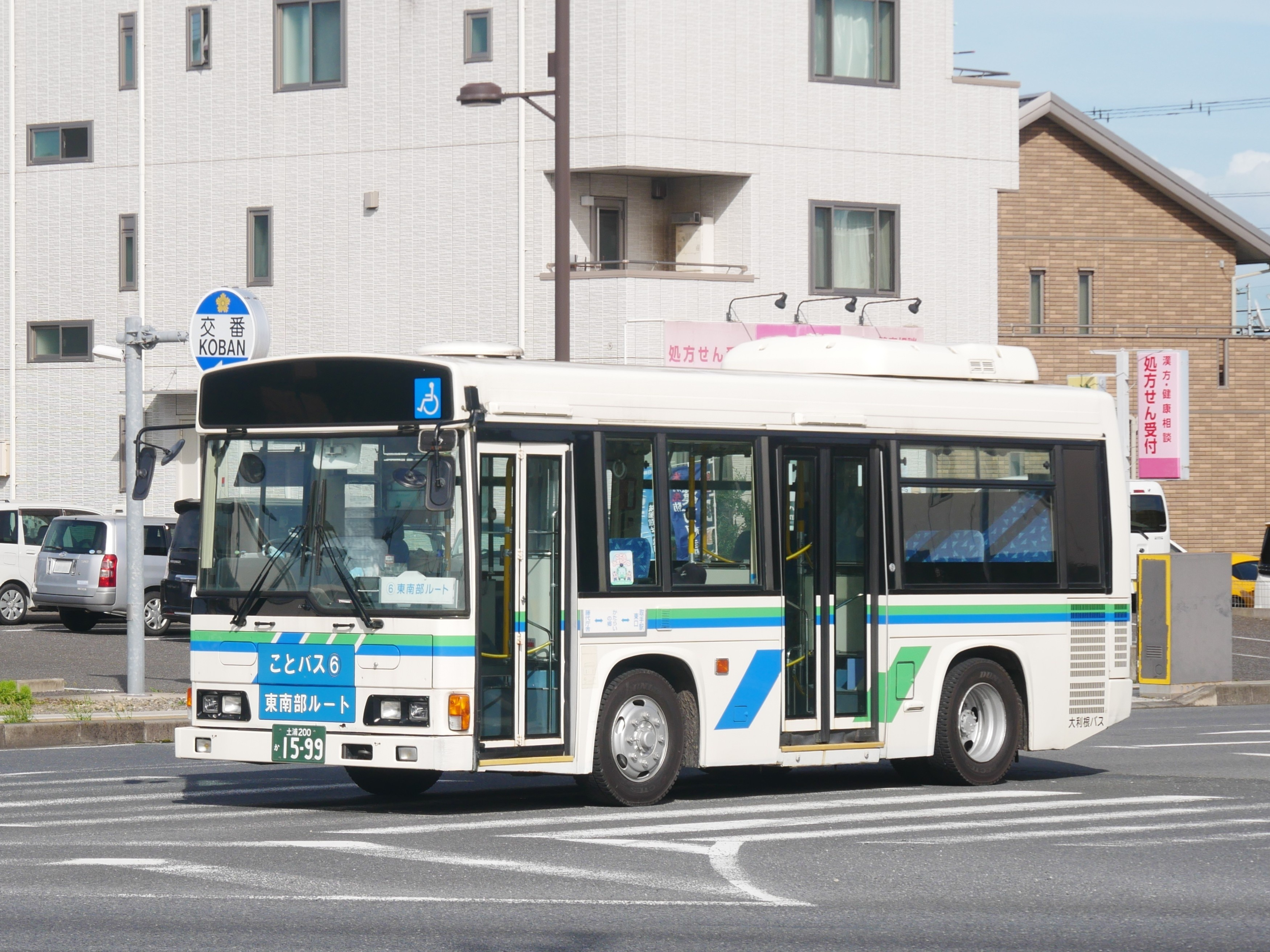
代走車両の一例（大利根交通自動車委託ルート）

### 旧車両
いずれも2006年10月のコミュニティバス運行開始時に導入。2013年10月以降、順次後継車両へ置き換えられた。
- 三菱ふそう・エアロミディME
  - 中央循環東・中央循環西・西部・北部・東南部の5ルートで使用された。
  - CNG車を使用。CNG化改造はフラットフィールド。
- トヨタ・ハイエース
  - 狭隘道路区間のある東北部ルートで使用された。

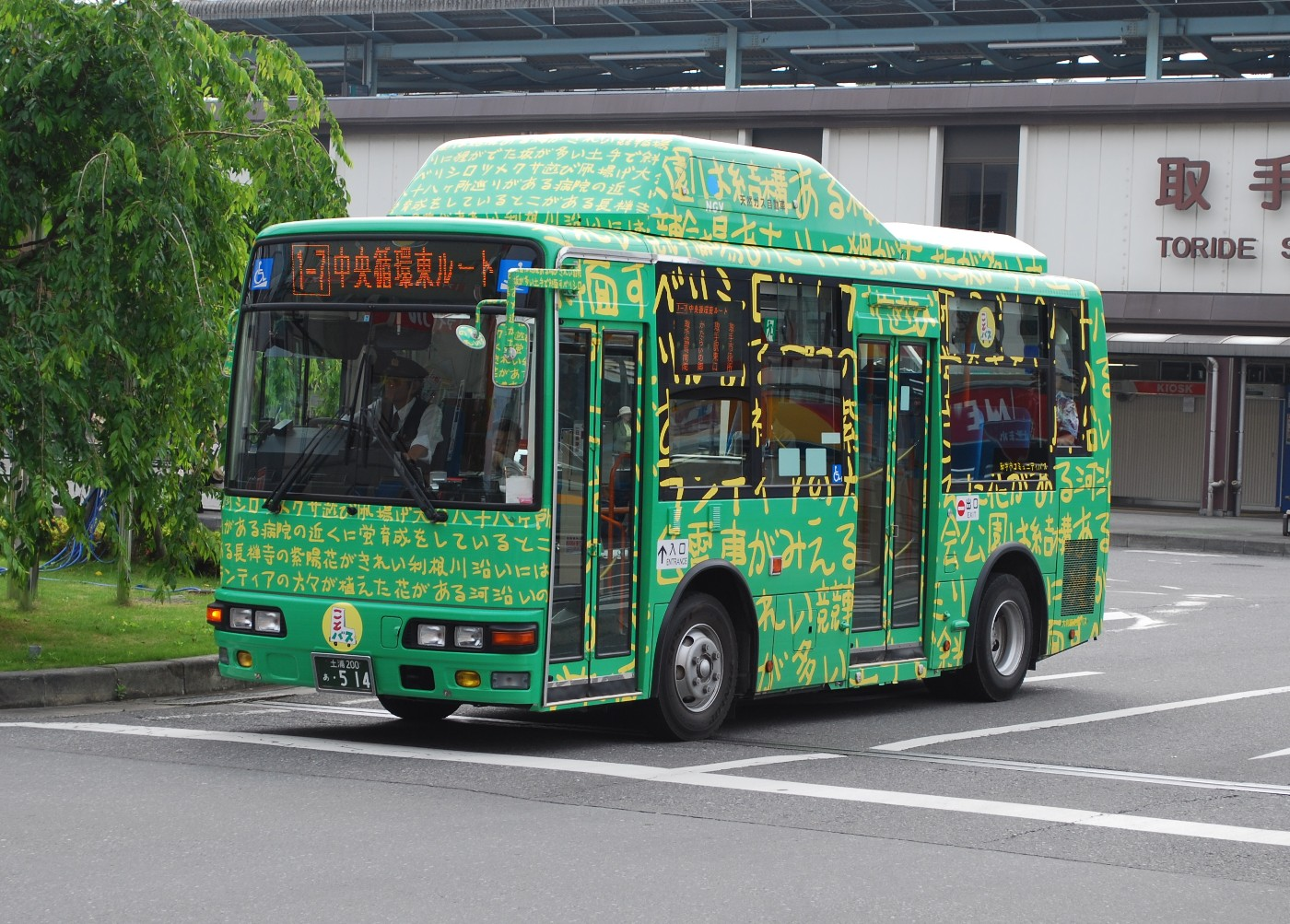
中央循環東ルートの旧車両
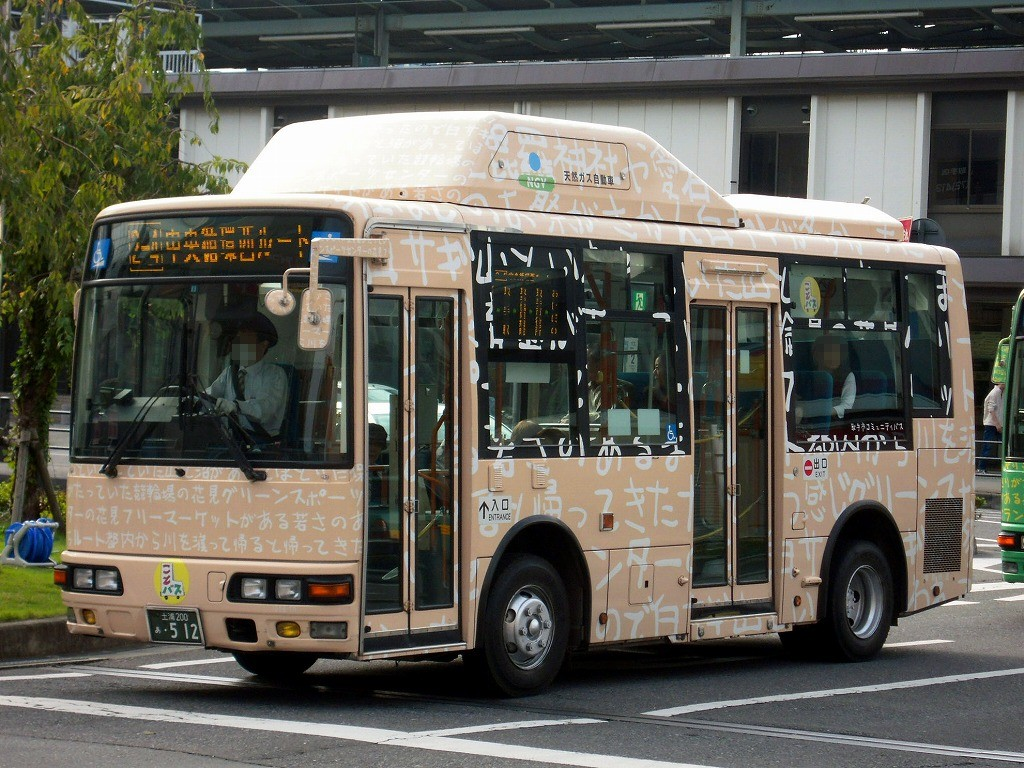
中央循環西ルートの旧車両
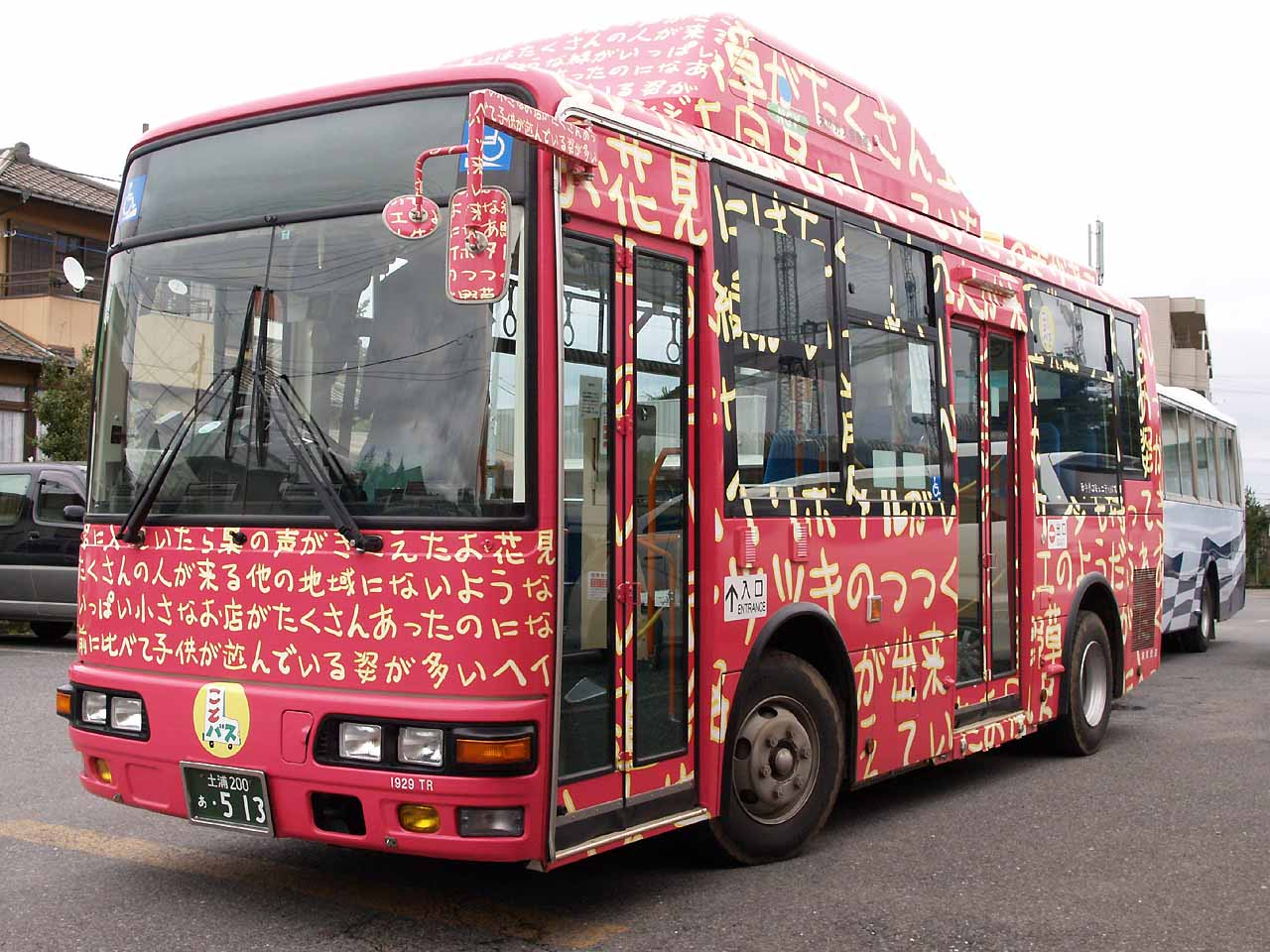
西部ルートの旧車両
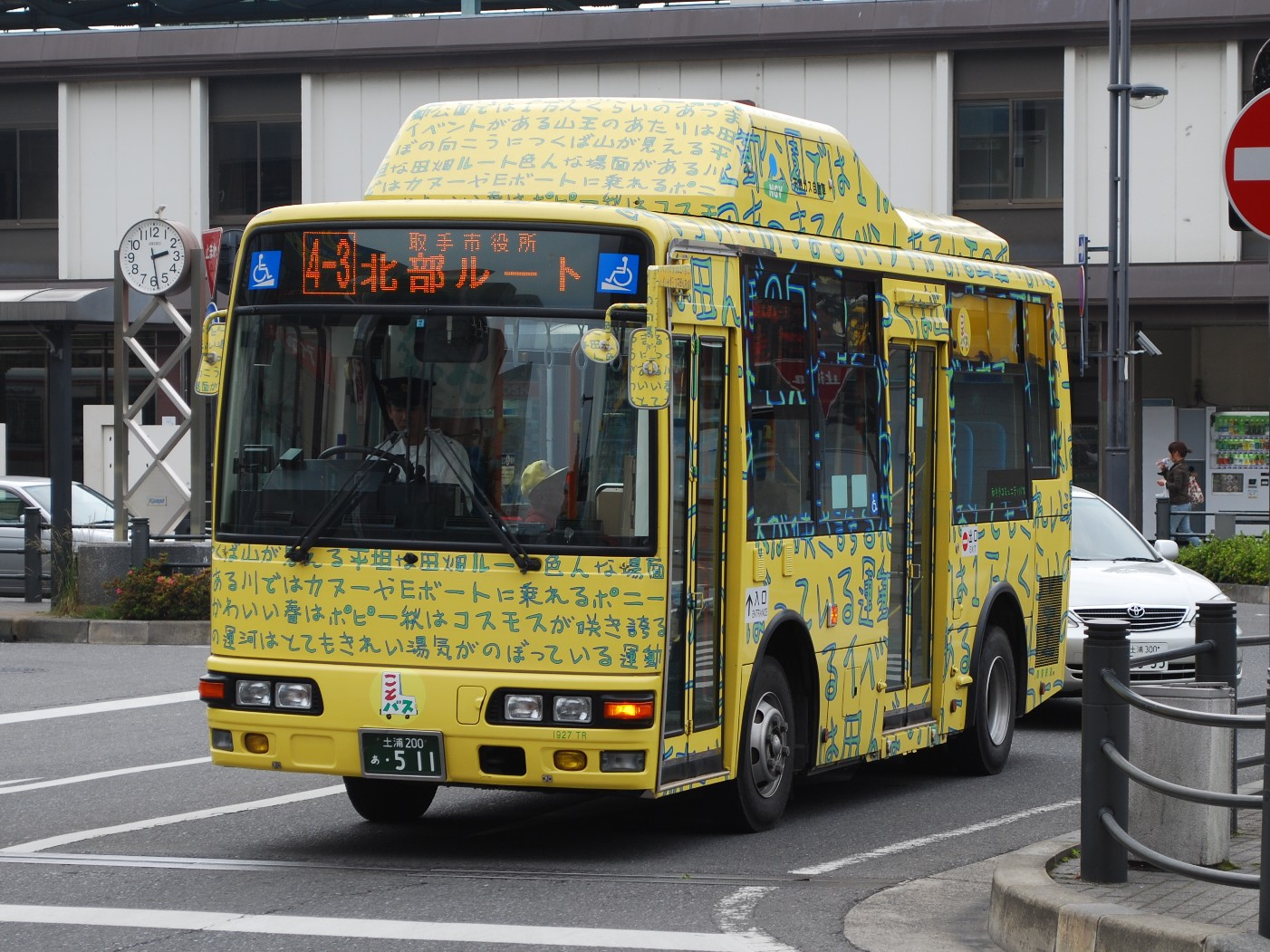
北部ルートの旧車両

## コミュニティバスの前身

### 福祉施設巡回バス
取手市内の各地区と、福祉施設の「あけぼの」及び「かたらいの郷」を結んでいたバス。東部コースと西部コースがあり、それぞれに「ゲンキですありがとう号」及び「ヤァーこんにちわ号」の愛称が用いられていた。1996年から運行していたが、コミュニティバスの運行開始に伴い、2006年9月30日をもって廃止となった。2コースとも、専用車の三菱ふそう・エアロミディMKで運行されていた。
- 委託事業者
  - 東部コース：大利根交通自動車
  - 西部コース：関東鉄道取手営業所
- 運賃：無料
- 運行系統
  - 東部1コース：台宿・井野・青柳・小文間 方面
  - 東部2コース：台宿・井野団地・桑原・成沖・本郷・井野台・取手・東・吉田 方面
  - 西部1コース：市之代・貝塚・上高井・戸頭・永山 方面
  - 西部2コース：新取手・寺田・白山・新町・西・稲・野々井 方面

### 小堀循環バス

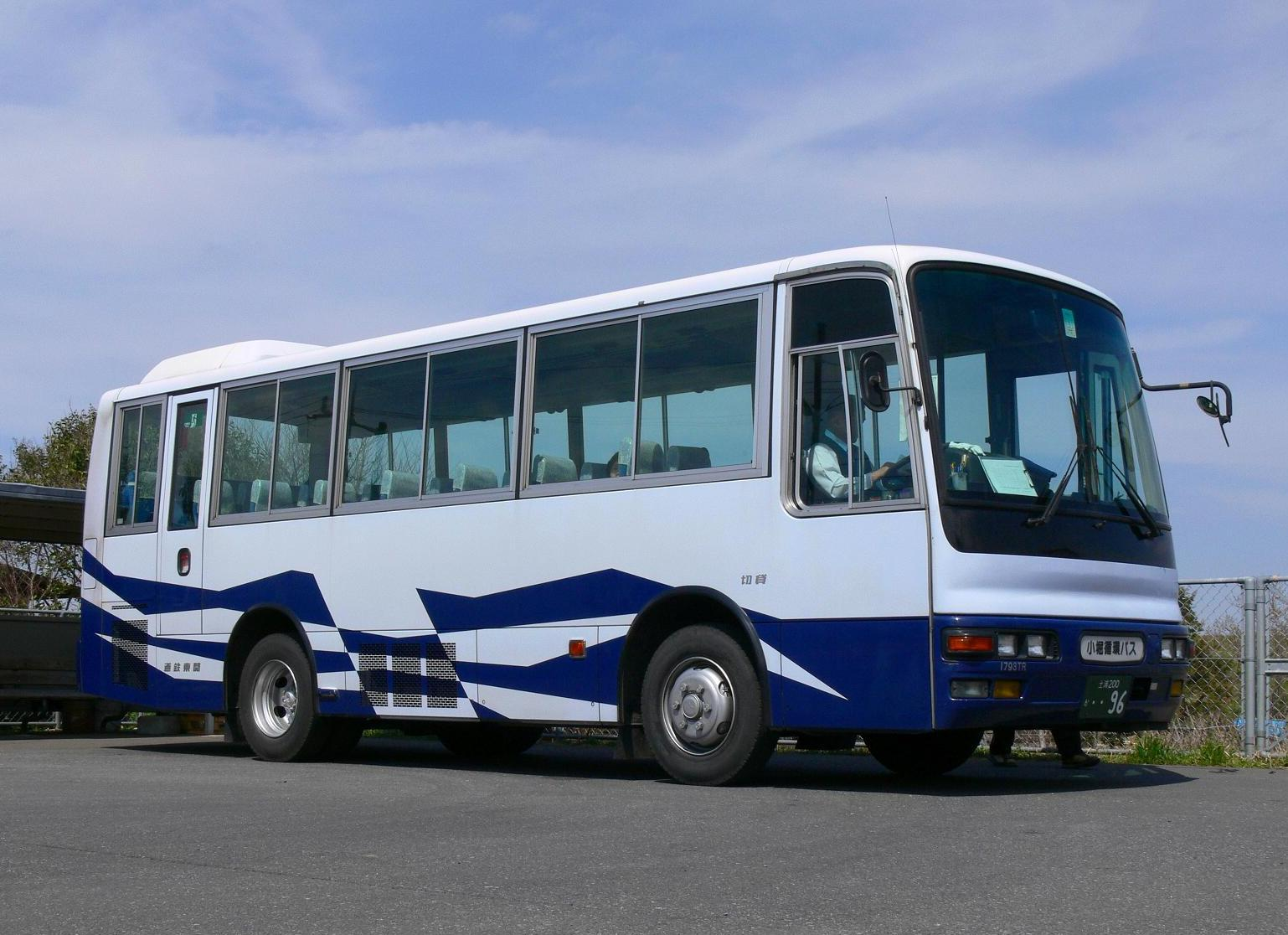
小堀循環バス（「小堀」停留所にて）

利根川を挟んだ取手市の飛び地である小堀地区と、取手駅・かたらいの郷方面を結んでいたバス。渡船の代替として1999年から運行していたが、コミュニティバス小堀ルートの開設に伴い、2016年3月31日をもって廃止となった。専用の中型車両等で運行されていた。
- 委託事業者：関東鉄道取手営業所
- 運賃：無料
- 運行系統：小堀 - 取手駅入口 - 市民センター入口 - 取手小入口 - 新道郵便局 - （取手東中前） - かたらいの郷
  - 「取手東中前」停留所は、かたらいの郷方面のみ停車
  - 一部、区間便あり